# Augusta (Maine)
Augusta es la ciudad capital del estado estadounidense de Maine. Situada en el condado de Kennebec, en el Censo de 2010 tenía una población de 19 136 habs. y una densidad poblacional de 127 hab/km², lo que la sitúa como la tercera capital de estado más pequeña del país, tras Montpelier —capital de Vermont— y Pierre —capital de Dakota del Sur—. Se encuentra junto al río Kennebec.

## Historia
El área fue explorada por primera vez por miembros de la colonia Popham en septiembre de 1607. En 1629 miembros de la colonia Plymouth fundaron un establecimiento comercial a orillas del río Kennebec. El poblado fue conocido por su nombre indígena, Cushnoc (o Coussinoc o Koussinoc), que significa "cabeza de corriente". El comercio de cuero fue rentable durante un tiempo, pero con las rebeliones indígenas y escasos ingresos, la colonia Plymouth vendió sus territorios de Kennebec en 1661. Cushnoc permaneció abandonado durante los 75 años que duró la Guerra Franco-Indígena.
Un nido de hostilidad Abenaki hacia las colonias británicas fue localizado cerca de Kennebec en Norridgewock. En 1722, la tribu y sus aliados atacaron el fuerte Richmond (hoy en día Richmond) y destruyeron Brunswick. Como respuesta, Norridgewock fue saqueada en 1724 durante la Guerra de Dummer, cuando las fuerzas inglesas obtuvieron el control sobre Kennebec. En 1754, un fortín llamado fuerte Western (hoy en día el fuerte de madera más antiguo de Estados Unidos), fue construido en Cushnoc. Su propósito era servir como depósito para el fuerte Halifax, además de proteger la región. En 1775, Benedict Arnold y sus 1.100 tropas utilizaron el fuerte Western como lugar de preparación antes de dirigirse a Kennebec a la Batalla de Quebec.
Cushnoc fue incorporado como parte de Hallowell en 1771. Conocido como "el fuerte", fue incorporado por la Corte General de Massachusetts en febrero de 1797 con el nombre de Harrington. Sin embargo, en agosto el nombre fue cambiado a Augusta en honor a Augusta Dearborn, hija de Henry Dearborn. En 1799, se convirtió en la sede de condado del recién creado Kennebec. Maine se convirtió en estado en 1820, y Augusta fue asignada como su capital en 1827. Sin embargo, la Asamblea Legislativa de Maine continuó reuniéndose en Portland hasta que en 1832 fue completada la Casa de Gobierno de Maine, a partir de los diseños de Charles Bulfinch. Augusta fue incorporada como ciudad en 1849.
En 1837 fue construida una represa en el río Kennebec, y 10 aserraderos en 1838. Tras la construcción del ferrocarril de Kennebec y Portland en 1851, Augusta se convirtió en una ciudad fábrica. En 1883, la propiedad de A. & W. Spague Company fue comprada por la Compañía Manufacturera Edwards, que creó varias fábricas con el fin de producir telas de algodón. Otras empresas de Augusta produjeron madera, ventanas, puertas, contraventanas, mangos de escoba, zapatos, monumentos de cementerio, hielo y muebles. La ciudad se desarrolló como un centro editorial y marítimo. Hoy en día, el gobierno y la educación superior son sus sectores económicos más importantes.

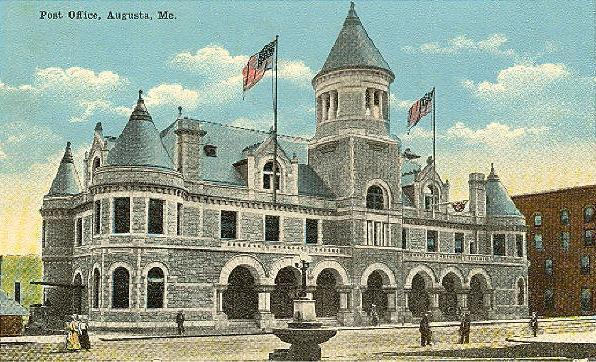
Oficina de correos, 1915
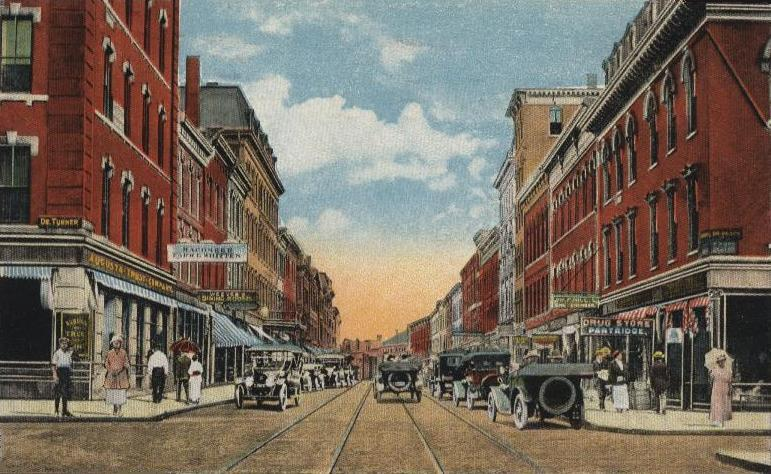
Water Street en 1920
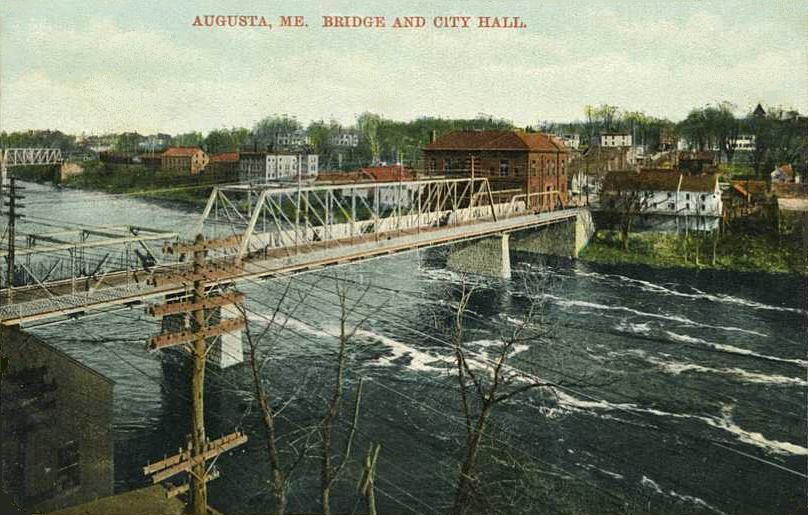
Río Kennebec en 1909

## Geografía
Augusta se encuentra ubicada en las coordenadas 44°20′6″N 69°44′3″O / 44.33500, -69.73417. Según la Oficina del Censo de los Estados Unidos, Augusta tiene una superficie total de 150.31 km², de la cual 142.8 km² corresponden a tierra firme y (5%) 7.52 km² es agua.

### Clima
| Parámetros climáticos promedio de Augusta, Maine (Augusta State Airport), normales 1991–2020 normals, extremos 1948–presente | Parámetros climáticos promedio de Augusta, Maine (Augusta State Airport), normales 1991–2020 normals, extremos 1948–presente | Parámetros climáticos promedio de Augusta, Maine (Augusta State Airport), normales 1991–2020 normals, extremos 1948–presente | Parámetros climáticos promedio de Augusta, Maine (Augusta State Airport), normales 1991–2020 normals, extremos 1948–presente | Parámetros climáticos promedio de Augusta, Maine (Augusta State Airport), normales 1991–2020 normals, extremos 1948–presente | Parámetros climáticos promedio de Augusta, Maine (Augusta State Airport), normales 1991–2020 normals, extremos 1948–presente | Parámetros climáticos promedio de Augusta, Maine (Augusta State Airport), normales 1991–2020 normals, extremos 1948–presente | Parámetros climáticos promedio de Augusta, Maine (Augusta State Airport), normales 1991–2020 normals, extremos 1948–presente | Parámetros climáticos promedio de Augusta, Maine (Augusta State Airport), normales 1991–2020 normals, extremos 1948–presente | Parámetros climáticos promedio de Augusta, Maine (Augusta State Airport), normales 1991–2020 normals, extremos 1948–presente | Parámetros climáticos promedio de Augusta, Maine (Augusta State Airport), normales 1991–2020 normals, extremos 1948–presente | Parámetros climáticos promedio de Augusta, Maine (Augusta State Airport), normales 1991–2020 normals, extremos 1948–presente | Parámetros climáticos promedio de Augusta, Maine (Augusta State Airport), normales 1991–2020 normals, extremos 1948–presente | Parámetros climáticos promedio de Augusta, Maine (Augusta State Airport), normales 1991–2020 normals, extremos 1948–presente |
| Mes | Ene. | Feb. | Mar. | Abr. | May. | Jun. | Jul. | Ago. | Sep. | Oct. | Nov. | Dic. | Anual |
| --- | --- | --- | --- | --- | --- | --- | --- | --- | --- | --- | --- | --- | --- |
| Temp. máx. abs. (°C) | 16.1 | 17.8 | 29.4 | 32.2 | 34.4 | 36.7 | 37.2 | 37.8 | 35.6 | 29.4 | 24.4 | 19.4 | 37.8 |
| Temp. máx. media (°C) | -1.8 | -0.1 | 4.8 | 11.9 | 18.8 | 23.6 | 26.6 | 26.1 | 21.6 | 14.4 | 7.6 | 1.5 | 12.9 |
| Temp. media (°C) | -6.4 | -4.9 | 0 | 6.6 | 12.9 | 17.9 | 21.2 | 20.5 | 16.1 | 9.6 | 3.3 | -2.7 | 7.8 |
| Temp. mín. media (°C) | -11.1 | -9.8 | -4.8 | 1.2 | 7.1 | 12.3 | 15.7 | 14.9 | 10.6 | 4.7 | -0.9 | -6.8 | 2.8 |
| Temp. mín. abs. (°C) | -30 | -30.6 | -23.9 | -12.8 | -3.3 | 2.2 | 6.1 | 3.9 | -2.2 | -6.1 | -15.6 | -26.1 | -30.6 |
| Precipitación total (mm) | 66.5 | 58.9 | 81.5 | 97 | 83.1 | 101.9 | 81.3 | 86.6 | 99.1 | 119.1 | 100.3 | 87.4 | 1062.7 |
| Nevadas (cm) | 48.3 | 37.6 | 38.6 | 11.4 | 0 | 0 | 0 | 0 | 0 | 0.8 | 9.1 | 35.3 | 181.1 |
| Días de precipitaciones (≥ 0.2 mm)                                                                                           | 10.1 | 9.5 | 11.0 | 11.9 | 13.1 | 12.7 | 12.2 | 10.7 | 10.2 | 12.3 | 11.3 | 12.3 | 137.3 |
| Días de nevadas (≥ 0.2 cm)                                                                                                   | 8.7 | 6.9 | 6.1 | 1.9 | 0.0 | 0.0 | 0.0 | 0.0 | 0.0 | 0.3 | 2.8 | 6.9 | 33.6 |
| Fuente: NOAA (nieve 1981–2010)                                                                                               | | | | | | | | | | | | | |

## Demografía
Según el censo de 2010, había 19.136 personas residiendo en Augusta. La densidad de población era de 127,31 hab./km². De los 19.136 habitantes, Augusta estaba compuesto por el 94.07% blancos, el 1.05% eran afroamericanos, el 0.66% eran amerindios, el 1.52% eran asiáticos, el 0.05% eran isleños del Pacífico, el 0.36% eran de otras razas y el 2.29% pertenecían a dos o más razas. Del total de la población el 1.78% eran hispanos o latinos de cualquier raza.

## Educación
Hay cinco escuelas públicas, una privada, una universidad (la Universidad de Maine en Augusta) y dos bibliotecas públicas en Augusta.

## Medios de comunicación
El Kennebec Journal es un diario que cubre el área de la capital y parte del Condado de Kennebec.